# Agios Tychonas
Agios Tychonas (griechisch Άγιος Τύχωνας), auch Agios Tychon, ist eine Gemeinde im Bezirk Limassol in Zypern. Bei der Volkszählung im Jahr 2021 hatte sie 4502 Einwohner.

## Lage und Umgebung

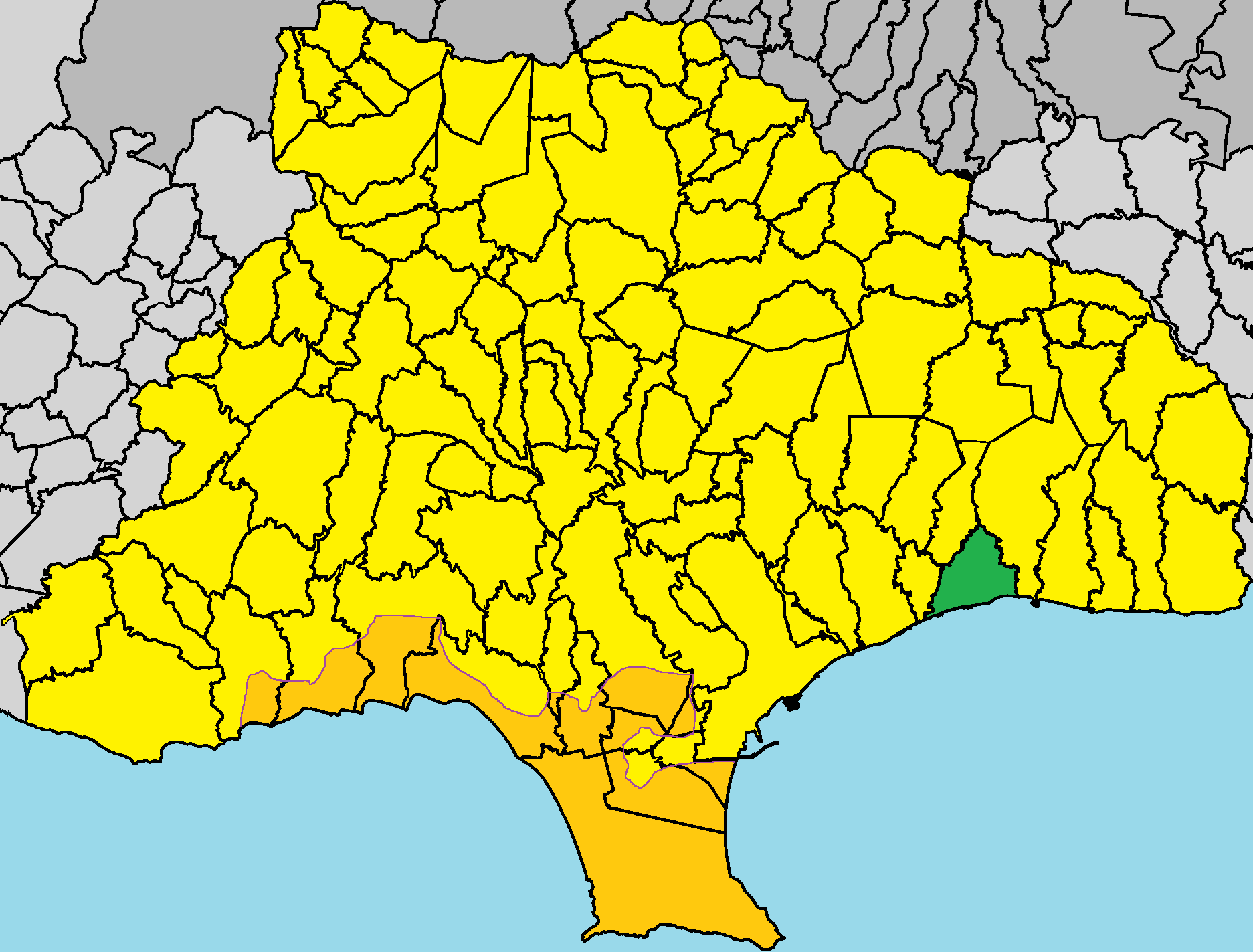
Lage im Bezirk Limassol

Agios Tychonas liegt in der südlichen Mitte der Insel Zypern auf circa 75 Metern Höhe, etwa 53 km südwestlich der Hauptstadt Nikosia, 6 km östlich von Limassol und 48 km südwestlich von Larnaka.
Der Ort reicht bis an die Mittelmeerküste heran und liegt am östlichen Rand des Ballungsgebiets von Limassol. Dabei befindet sich der alte Ortsteil ein Stück im Landesinneren, an der dichter bebauten Küste befinden sich vor allem teils mehrstöckige Hotels und dahinter Villen. Durch das Gemeindegebiet hindurch verläuft die Autobahn 1 von Nikosia nach Limassol und direkt am Meer die Hauptstraße B1. Knapp 5 Kilometer nordwestlich liegt der Stausee Germasogia Reservoir.
Orte in der Umgebung sind Armenochori im Norden, Pareklisia und dahinter Pyrgos im Osten, Mouttagiaka und danach Germasogia im Westen sowie Finikaria im Nordwesten.

## Bevölkerungsentwicklung
Die folgende Tabelle zeigt die Bevölkerung des Dorfes, wie sie in den in Zypern durchgeführten Volkszählungen erfasst wurde.
| Jahr      | 1881 | 1891 | 1901 | 1911 | 1921 | 1931 | 1946 | 1960 | 1976 | 1982 | 1992 | 2001 | 2011 | 2021 |
| Einwohner | 72   | 134  | 173  | 182  | 208  | 322  | 272  | 420  | 466  | 268  | 345  | 2115 | 3455 | 4502 |